# グリーン郡 (ミズーリ州)
グリーン郡（英: Greene County）は、アメリカ合衆国ミズーリ州の南西部に位置する郡である。人口は29万8915人（2020年）。郡庁所在地はスプリングフィールドであり、同郡で人口最大の都市である。グリーン郡は1833年1月2日に組織化され、郡名はアメリカ独立戦争の将軍ナサニエル・グリーンに因んで名付けられた。
グリーン郡はスプリングフィールド都市圏の中核である。

## 地理
アメリカ合衆国国勢調査局に拠れば、郡域全面積は677.80平方マイル (1,755.5 km2)であり、このうち陸地674.97平方マイル (1,748.2 km2)、水域は2.82平方マイル (7.3 km2)で水域率は0.42%である。

### 主要高規格道路
- 州間高速道路44号線
- アメリカ国道60号線
- アメリカ国道65号線
- アメリカ国道66号線（1926年–1979年）
- アメリカ国道160号線
- ミズーリ州道13号線
- ミズーリ州道125号線
- ミズーリ州道266号線
- ミズーリ州道360号線
- ミズーリ州道413号線
- ミズーリ州道744号線

### 空港
- スプリングフィールド・ブランソン・ナショナル空港

### 隣接する郡
- ポーク郡 - 北
- ダラス郡 - 北東
- ウェブスター郡 - 東
- クリスチャン郡 - 南
- ローレンス郡 - 南西
- デイド郡 - 北西

### 国立保護地域
- ウィルソンズ・クリーク国立戦場跡

## 人口動態
以下は2000年国勢調査による人口統計データである。
| 基礎データ - 人口: 240,391人 - 世帯数: 97,859 世帯 - 家族数: 61,846 家族 - 人口密度: 138人/km2（356人/mi2） - 住居数: 104,517軒 - 住居密度: 60軒/km2（155軒/mi2） 人種別人口構成 - 白人: 93.26% - アフリカン・アメリカン: 0.59% - ネイティブ・アメリカン: 2.23% - アジア人: 0.32% - 太平洋諸島系: 0.28% - その他の人種: 1.12% - 混血: 2.20% - ヒスパニック・ラテン系: 2.18% 年齢別人口構成 - 18歳未満: 22.3% - 18-24歳: 13.8% - 25-44歳: 28.6% - 45-64歳: 21.8% - 65歳以上: 13.6% - 年齢の中央値: 35歳 - 性比（女性100人あたり男性の人口） - 総人口: 94.4 - 18歳以上: 91.2 | 世帯と家族（対世帯数） - 18歳未満の子供がいる: 28.3% - 結婚・同居している夫婦: 50.0% - 未婚・離婚・死別女性が世帯主: 9.8% - 非家族世帯: 36.8% - 単身世帯: 29.1% - 65歳以上の老人1人暮らし: 9.7% - 平均構成人数 - 世帯: 2.34人 - 家族: 2.89人 収入と家計 - 収入の中央値 - 世帯: 44,185米ドル - 家族: 56,047米ドル - 性別 - 男性: 30,672米ドル - 女性: 21,987米ドル - 人口1人あたり収入: 25,770米ドル - 貧困線以下 - 対人口: 12.1% - 対家族数: 7.6% - 18歳未満: 13.6% - 65歳以上: 7.5% |

2008年時点で郡内の登録有権者は190,417人である。

## 教育
郡内の高等教育機関には次のものがある。

### Colleges & Universities
- ミズーリ州立大学、公立4年制大学、スプリングフィールド市、元南西ミズーリ州立大学と呼ばれていた[4]
- エバンゲル大学、私立4年制大学、スプリングフィールド市、ペンタコスタルの教養大学[5]
- ドルーリー大学、私立4年制教養大学、スプリングフィールド市[6]
- バイブル・バプテスト・カレッジ、私立、スプリングフィールド市、バプテスト・バイブル・フェローシップ・インターナショナルが所有する保守派バイブル・カレッジ[7]
- オザークス工科コミュニティカレッジ、公立の2年制コミュニティカレッジ、スプリングフィールド市[8]
- エベレスト・カレッジ、公立4年制営利カレッジ、スプリングフィールド市[9]

## 都市と町
| - スプリングフィールド - 郡庁所在地 - アッシュグローブ - バトルフィールド - ボワダーク - イベネザー - フェアグローブ - ローガン - ミッションヒルズ | - オークグローブハイツ - プラーノ - リパブリック - ロジャーズビル - ストラットフォード - ターナーズ - ウォルナットグローブ - ウィラード |

## 政治

### 地方
グリーン郡の地方レベルでは共和党が大半の政治を支配しており、郡の選挙で選ばれる役職は1人を除いて独占している。

#### 国政
大統領選挙のレベルでは州南西田園部の郡と同様に、共和党支持の強い地盤である。郡内にはスプリングフィールド都市部とミズーリ州立大学を抱えているが、バイブル・ベルトの中心にあり、有権者は社会的に大変保守的で、共和党に固執する傾向がある。2000年と2004年の大統領選挙では、ジョージ・W・ブッシュがほぼ2対1の票差でグリーン郡を制した。2008年の選挙では、州南西部バイブル・ベルトの田園部にある郡と同様、バラク・オバマよりジョン・マケインを選んだ。民主党候補がグリーン郡を制したのは、1964年のリンドン・B・ジョンソンが最後になっている。
グリーン郡は州南西部バイブル・ベルトにある田園部郡と同様、社会的にまた文化的に保守的であり、それが共和党支持の傾向に強く影響している。2004年の州民投票では、結婚を男と女の結合として定義する州憲法改正案をグリーン郡は72.04%という圧倒的多数で賛成した。州全体でも71%の賛成で可決し、ミズーリ州は同性結婚を禁止する最初の州になった。2006年の州民投票では、胚性幹細胞の研究を予算化し、合法化する憲法改正案が掛けられたが、グリーン郡では51.62%が反対した。州全体では51%の賛成と辛うじて改正が成立し、胚性幹細胞の研究を最初に認めた州の1つになった。郡民は伝統的に社会問題に保守的であるが、最低賃金の増加のような人民主義的施策は支持する傾向にある。やはり2006年の州民投票で最低賃金を時間あたり6.50ドルに増やす命題については、グリーン郡では74.41%が支持した。この命題は州内のどの郡でも支持され、75.94%が賛成した。

#### 2008年大統領予備選挙
2008年の大統領予備選挙で、グリーン郡は二大政党の候補者をどちらも州全体と全国で二位に終わった者を選んだ。保守的な共和党の地盤だが、民主党の予備選挙ではヒラリー・クリントンが1位となり、共和党予備選挙で各候補が得た票数よりも多かった。